# Maja (mitologia rzymska)
Maja (łac. Maia, Maiestas) – starożytna italska, a następnie rzymska matka-ziemia, bogini wzrastania.
Rzymianie identyfikowali ją z Ops, Fauną i Bona Deą. Uważali ją także niekiedy za żonę Wulkana. W późniejszym okresie wskutek zbieżności imion utożsamiono ją z grecką Mają, matką Hermesa.
Jej święto obchodzono pierwszego dnia miesiąca nazwanego jej imieniem. Kapłan Wulkana (flamen volcanalis) składał jej wówczas w ofierze prosię.